# Иваньки (Погребищенский район)
Иваньки (укр. Іваньки) — село на Украине, находится в Погребищенском районе Винницкой области.
Код КОАТУУ — 0523487002. Население по переписи 2001 года составляет 82 человека. Почтовый индекс — 22212. Телефонный код — 4346.
Занимает площадь 0,12 км².

## Адрес местного совета
22212, Винницкая область, Погребищенский р-н, с. Старостинцы, ул. Горького, 10